# Harry Carver
Pour les articles homonymes, voir Carver.
Harry Clyde Carver (4 décembre 1890 - 30 janvier 1977) est un mathématicien et universitaire américain, principalement associé à l'université du Michigan. Il a eu une influence majeure dans le développement de la statistique mathématique en tant que discipline académique.

## Biographie
Né à Waterbury, dans le Connecticut , Carver a fait ses études à l'université du Michigan, et a obtenu son B. Sc. en 1915, et l'année suivante, devient formateur en mathématiques ; il a enseigné la statistique dans ses applications actuarielles. À l'époque, l'université du Michigan était seulement le deuxième établissement de ce type aux États-unis à offrir ce type de cours, après l'université d'État de l'Iowa pionnière en ce domaine. Carver a été nommé professeur adjoint à l'université du Michigan en 1918, puis professeur associé (1921) et professeur titulaire (1936) ; au cours de cette période, le programme de statistique mathématique et probabilités de l'université a subi une expansion significative.
En 1930, Carver fonde la revue Annales de la statistique mathématique, qui au fil du temps est devenu un important périodique dans le domaine. Il a cependant manqué de soutien financier, dans le milieu de la Grande Dépression; en janvier 1934 Carver a entrepris de prendre en charge financièrement les Annales et maintient l'existence de la revue, à ses propres frais. En 1935, il a contribué avec Henry Rietz à fonder l'Institut de statistique mathématique, qui en 1938 assume le contrôle sur le journal; Samuel Wilks succède à Carver comme éditeur, cette même année. L'Institut a nommé sa médaille Harry C. Carver en son honneur.
Avec la venue de la Seconde Guerre mondiale, Carver consacre son énergie à la résolution des problèmes liés à la navigation aérienne, un intérêt qu'il maintenu pour le reste de sa vie.
Dans une conférence intitulée Let Us Own Data Science donnée par Bin Yu en 2014 à l'université de Pékin, Carver a été décrit comme dans la formule suivante : Turner + Carver = "Data Scientist",.